# Powiat Ogachi
Powiat Ogachi (jap. 雄勝郡 Ogachi-gun) – powiat w Japonii, w prefekturze Akita. W 2024 roku liczył 15 417 mieszkańców.

## Miejscowości
- Higashinaruse
- Ugo